# Corydalis inopinata
Corydalis inopinata är en vallmoväxtart som beskrevs av David Prain och Friedrich Karl Georg Fedde. Corydalis inopinata ingår i släktet nunneörter, och familjen vallmoväxter. Inga underarter finns listade i Catalogue of Life.